# Lekanesphaera levii
Lekanesphaera levii es una especie de crustáceo isópodo intermareal de la familia Sphaeromatidae.

## Distribución geográfica
Se distribuye por el Atlántico nororiental, desde las costas británicas y el mar del Norte hasta las del sur de la península ibérica, y el mar Mediterráneo.